# 天花湖水庫
天花湖水庫，是臺灣一座計劃中的水庫，位於苗栗縣頭屋鄉飛鳳村與公館鄉境內，計劃由經濟部水利署興建與管理，係一離槽水庫，水庫之水源來自於公館鄉打鹿坑設置攔河堰，攔截後龍溪的溪水，將溪水經由9公里的引水隧道，穿越福德、福基、福星、大坑、仁安、南河、北河等山區村落，引水到頭屋鄉飛鳳村天花湖水庫集水區。水庫集水面積為6.93平方公里，水庫滿水位面積222公頃，有效容量為4,791萬立方公尺，預計年供水量達9,541萬立方公尺，可解決苗栗地區未來可能出現缺水問題，減輕永和山水庫及鯉魚潭水庫之供水壓力，興建經費預估約為新臺幣245億元。

## 沿革
- 2013年1月：環境影響評估通過。[1]

## 爭議
由於天花湖水庫的興建地點涵蓋有10處生態敏感區位，環評過程中當地地方民眾的正反意見聲浪不斷。反對興建者認為，苗栗已有5個水庫可提供鄰近縣市用水，故有必要重新檢討苗栗水資源運用的合理性。